# Butirato de isopentilo
El butirato de isopentilo es un compuesto químico del grupo de los ésteres de ácido butírico.

## Presencia en la naturaleza

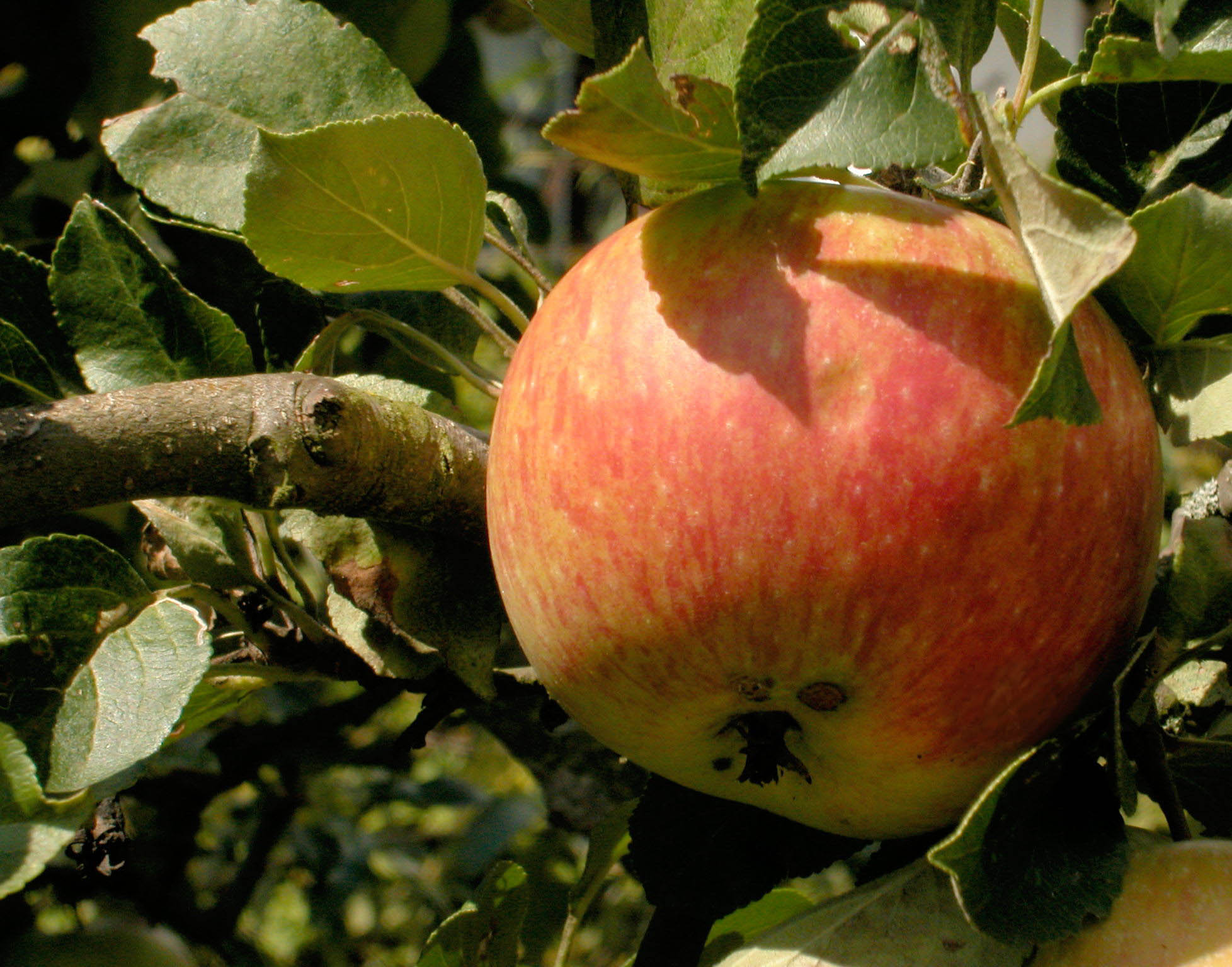
Manzana James Grieve

El butirato de isopentilo se encuentra de forma natural en el Eucalyptus macarthuri, el aceite de coco y en varias frutas como manzanas, albaricoques, plátanos, mangos y melones, así como en la miel y el whisky.

## Obtención y preparación
El butirato de isopentilo se puede obtener mediante esterificación de alcohol isoamílico con ácido butírico.

## Características
El butirato de isopentilo es un líquido incoloro, poco volátil y con olor afrutado que es prácticamente insoluble en agua.  El compuesto tiene aroma a pera.

## Usos
El butirato de isopentilo se utiliza como agente aromatizante en la industria alimentaria.

## Instrucciones de seguridad
Los vapores del butirato de isopentilo pueden formar una mezcla explosiva con el aire (punto de inflamación 59 °C).